# Khối phía Đông

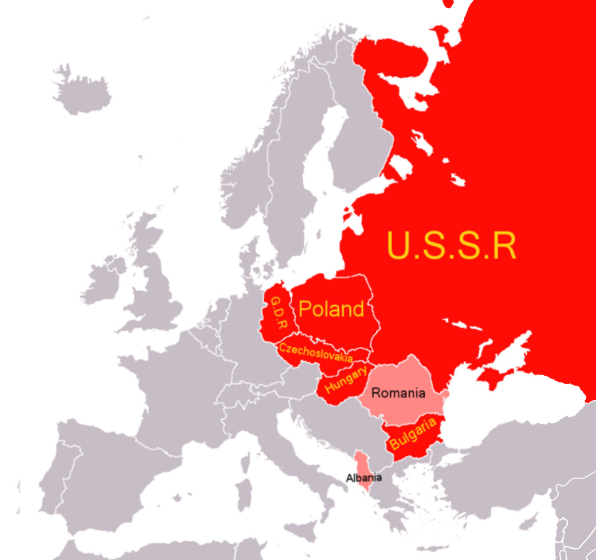
Bản đồ Khối phía đông 1948-1989

Trong thời kỳ Chiến tranh Lạnh, thuật ngữ Khối phía Đông (hay còn được gọi là Khối Xô Viết, Khối Cộng sản hoặc Khối Xã hội chủ nghĩa) đã được dùng để chỉ Liên Xô và các đồng minh của mình ở Trung và Đông Âu (Bulgaria, Tiệp Khắc, Đông Đức, Hungary, Ba Lan, România và - đến đầu thập niên 1960 - Albania).
Tên gọi "Khối phía đông" cũng đã được sử dụng để gọi chung tên của các quốc gia thành viên của Hiệp ước Warszawa (một liên minh quân sự do Liên Xô lãnh đạo) hoặc của tổ chức Comecon (Hội đồng Tương trợ Kinh tế) (một tổ chức kinh tế quốc tế của các nhà nước cộng sản). Các đồng minh của Liên Xô bên ngoài Đông Âu như Mông Cổ và thường là Cuba, Việt Nam Dân chủ Cộng hòa (Bắc Việt Nam) và Cộng hòa Dân chủ Nhân dân Triều Tiên (Bắc Triều Tiên) đôi khi được bao gồm trong Khối phía đông.
Các thuật ngữ Khối phía đông và Liên Xô đôi khi bị nhầm lẫn. Dù Liên Xô đã có nhiều ảnh hưởng kinh tế và chính trị lên các đồng minh của Khối phía đông, các quốc gia khác trong Khối phía đông chưa bao giờ là một nước cộng hòa thành viên của Liên Xô.

## Lịch sử
Nó phát sinh sau khi Chiến tranh thế giới thứ hai kết thúc do sự lên ngôi của đảng cộng sản và các đảng công nhân ở các quốc gia dân chủ nhân dân. Đồng thời, không phải tất cả các quốc gia trong khu vực tự xưng là xã hội chủ nghĩa là một phần của Khối Đông phương: Nam Tư đã tách khỏi Liên Xô kể từ năm 1948 (xem chủ nghĩa Liên Xô-Nam Tư) và trở thành một trong những người khởi xướng Phong trào Không liên kết và Albania rời bỏ các hiệp hội trong thập niên 1960 Khối phía Đông - CMEA và ATS (xem chủ nghĩa ly giáo Xô-Albania).
Khối phía Đông đã chấm dứt sự tồn tại của nó sau cuộc cách mạng nhung của Pháp ở Tiệp Khắc và sự thống nhất của Đức vào năm 1990. Vào ngày 1 tháng 7 năm 1991, Hiệp ước Warsaw đã bị giải tán tại một cuộc họp ở Praha, nơi đưa dòng cuối cùng dưới sự tồn tại của Khối Đông phương.

## Thể chế chính trị và kinh tế
Về chính trị, chúng đều là những quốc gia xã hội chủ nghĩa được lãnh đạo bởi một đảng cầm quyền. Tất cả các nước trong khối phía Đông có nền kinh tế bao cấp. Hầu hết hoặc tất cả tài sản đều thuộc về nhà nước và giá cả được các nhà làm kế hoạch kinh tế đặt ra, chứ không do thị trường định đoạt.

## Nam Tư và Albania
Nam Tư chưa bao giờ là một phần của Khối phía đông hoặc của Hiệp ước Warszawa. Mặc dù Nam Tư tuyên bố là một quốc gia cộng sản, lãnh đạo của nước này, Thống chế Tito, đã lên nắm quyền lực thông qua các nỗ lực của ông từ một cuộc kháng chiến phi đảng phái trong Chiến tranh thế giới thứ hai. Do không nhờ Hồng quân Liên Xô hỗ trợ, ông không phải đồng minh thân thiết với Liên Xô. Trong thời kỳ Chiến tranh Lạnh, Nam Tư tự thiết lập thành một quốc gia trung lập và là một trong những sáng lập viên của Phong trào Không liên kết.
Tương tự, chính phủ Albania theo chủ nghĩa Stalin cũng lên nắm quyền lực một cách độc lập không phải nhờ Hồng quân mà nhờ một cuộc kháng chiến trong Chiến tranh thế giới thứ hai. Albania đã cắt đứt quan hệ với Liên Xô đầu thập niên 1960 do kết quả của sự chia rẽ Trung-Xô, nên Albania đã liên minh với Cộng hòa Nhân dân Trung Hoa và lập trường chống chủ nghĩa xét lại của Trung Quốc đại lục.

## Các thành viên của Khối phía Đông
| Quốc gia  | Liên kết                           | Ngôn ngữ chính thức     |
| --------- | ---------------------------------- | ----------------------- |
| Liên Xô   | Thành viên của nhóm khối phía Đông | Tiếng Nga               |
| Bulgaria  | Thành viên của nhóm khối phía Đông | Tiếng Bulgaria          |
| România   | Thành viên của nhóm khối phía Đông | Tiếng România           |
| Đông Đức  | Thành viên của nhóm khối phía Đông | Tiếng Đức               |
| Hungary   | Thành viên của nhóm khối phía Đông | Tiếng Hungary           |
| Ba Lan    | Thành viên của nhóm khối phía Đông | Tiếng Ba Lan            |
| Tiệp Khắc | Thành viên của nhóm khối phía Đông | Tiếng Séc, tiếng Slovak |
| Albania   | Thành viên của nhóm khối phía Đông | Tiếng Albania           |